# Distrito electoral local 17 de Hidalgo
El Distrito electoral local 17 de Hidalgo es uno de los dieciocho Distritos Electorales Locales del estado de Hidalgo para la elección de diputados locales. Su cabecera es la localidad de Villas del Álamo en el municipio de Mineral de la Reforma.

## Historia

### Villas del Álamo como cabecera distrital
El poblado de Villas del Álamo nunca había sido cabecera distrital hasta el 3 de septiembre de 2015 cuando el Consejo General del Instituto Nacional Electoral (INE) aprobó los distritos electorales uninominales locales y sus respectivas cabeceras distritales de Hidalgo, que entraron en vigor para las elecciones estatales de Hidalgo en 2016. En el año 2023, se aprobó una nueva demarcación territorial, quedando Villas del Álamo como cabecera distrital.

## Demarcación territorial
Este distrito está integrado por un total de un municipios, que son los siguientes:
- Mineral de la Reforma, integrado por 46 secciones electorales.

## Diputados por el distrito
- LXIII Legislatura
  - Luis Enrique Baños Gómez, PAN (2016-2018).[9][10]
- LXIV Legislatura
  - Roxana Montealegre Salvador, MORENA (2018-2021).[11][12]
- LXV Legislatura
  - Jesús Osiris Leines Medécigo, PT (2021-2024).[13]